# Duvenhage virus
Duvenhage virus (DUVV) je zástupce rodu Lyssavirus. Byl objeven roku 1970, kdy v Jihoafrické republice zemřel po pokousání netopýrem farmář (po němž je virus pojmenován) na encefalitidu podobné té, jaká se rozvíjí u vztekliny. Druhý záznam pochází z roku 2006, kdy byl v Severozápadní provincii (80 km od místa z roku 1970) člověk poškrábán netopýrem. Za 27 dní se rozvinula nemoc podobná vzteklině a 14 dní nato člověk zemřel. O rok později potom zemřela v Amsterdamu 34letá žena. Během předchozí cesty v Keni v říjnu 2007 byla poškrábána netopýrem, o čtyři týdny později ji přijali do nemocnice s příznaky podobnými vzteklině, a zemřela 8. prosince téhož roku.
Předpokládá se, že přirozeným rezervoárem tohoto viru jsou netopýři, ze kterých byl izolován dvakrát; poprvé v roce 1981 (létavec) a podruhé roku 1986 (nykteris egyptská). Virus je úzce příbuzný s jiným lyssavirem, vyskytujícím se pouze v Africe, Lagos bat virem.